# Wrattige sterslak
De wrattige sterslak (Onchidoris muricata) is een slakkensoort uit de familie van de sterslakken (Onchidorididae). De wetenschappelijke naam van de soort werd voor het eerst geldig gepubliceerd in 1776 door Otto Friedrich Müller als Doris muricata.

## Beschrijving
De wrattige sterslak heeft een maximale lichaamslengte van 14 mm en is meestal wit van kleur, maar er zijn lichtgele individuen geregistreerd. Er zijn ook enkele zeldzame individuen geregistreerd met bruine spikkels op de mantel. Het mantelschild draagt afgeplatte, gesteelde wratachtige tuberkels waartussen zich stevige kalknaalden bevinden. In tegenstelling tot de puntige knobbeltjes van de gelijkwaardige Adalaria proxima zijn de knobbeltjes van de O. muricata bijna bolvormig.
Deze soort voedt zich met een grote verscheidenheid aan korstvormende mosdiertjes, maar wordt het vaakst aangetroffen op het ledermosdiertje (Membranipora membranacea) aan de lagere kust of op Securiflustra securifrons in het sublitoraal. De eiersnoer bestaat uit een lint die meerdere keren opgerold is en met het smalle deel wordt vastgehecht aan een harde ondergrond.

## Verspreiding
Deze slakkensoort werd beschreven vanuit Noorwegen. Het is wijdverbreide, veel voorkomende kleine zeenaaktslak aan de Europese kusten van de Noord-Atlantische Oceaan van IJsland, Noorwegen en de Oostzee via de Britse Eilanden tot aan de Franse noordwestkust en van de noordwestelijke Atlantische Oceaan tot aan Maine. Het is ook gemeld vanaf de noordoostelijke kusten van de Stille Oceaan van Noord-Amerika van Friday Harbor, Washington tot Lion Rock, San Luis Obispo County, Californië, in het zuiden. In Nederland is de wrattige sterslak slechts enkele keren aangetroffen in de Noordzee. Deze soort wordt gevonden hard substraat op de lagere kust of in sublitorale gebieden tot een diepte van 15 meter.